# BET YoungStars Award
Der BET Youngstars Award wird seit 2010 jährlich im Rahmen der BET Awards von Black Entertainment Television (BET) vergeben. Der Award richtet sich Nachwuchskünstler in den Awardfeldern Musik, Film und Sport.
Am Häufigsten gewann die Kinderdarstellerin Marsai Martin mit vier Awards. Der jüngste Siegerin mit zehn Jahren war Willow Smith, die Tochter von Will Smith, die als Schauspielerin und Sängerin den Award 2011 zusammen mit ihrem Bruder Jaden Smith verliehen bekam. Die jüngste Nominierung war Schauspieler und Aktivist Lonnie Chavis, der 2018 mit sieben Jahren nominiert war.

## Sieger und Nominierte
Die Sieger sind hervorgehoben und in Fettschrift.

### 2010er
| Jahr                 | Star           | Beruf | Alter zum Zeitpunkt der Nominierung | Ref |
| -------------------- | -------------- | ----- | ----------------------------------- | --- |
| 2010                 |                |       |                                     |     |
| Keke Palmer          | Schauspielerin | 16    | [ 1 ]                               |     |
| Selena Gomez         | Schauspielerin | 17    | [ 1 ]                               |     |
| Lil’ JJ              | Schauspieler   | 19    | [ 1 ]                               |     |
| Willow Smith         | Sängerin       | 9     | [ 1 ]                               |     |
| Tyler James Williams | Schauspieler   | 17    | [ 1 ]                               |     |
| 2011                 |                |       |                                     |     |
| Jaden Smith          | Schauspieler   | 12    |                                     |     |
| Willow Smith         | Sängerin       | 10    |                                     |     |
| Shenell Edmonds      | Schauspielerin | 17    |                                     |     |
| Keke Palmer          | Schauspielerin | 17    |                                     |     |
| Diggy Simmons        | Rapper         | 16    |                                     |     |
| 2012                 |                |       |                                     |     |
| Diggy Simmons        | Rapper         | 17    |                                     |     |
| Astro                | Rapper         | 15    |                                     |     |
| Jacob Latimore       | Sänger         | 15    |                                     |     |
| Keke Palmer          | Schauspielerin | 18    |                                     |     |
| Willow Smith         | Sängerin       | 11    |                                     |     |
| 2013                 |                |       |                                     |     |
| Gabrielle Douglas    | Sportlerin     | 17    |                                     |     |
| Jacob Latimore       | Sänger         | 16    |                                     |     |
| Keke Palmer          | Schauspielerin | 19    |                                     |     |
| Jaden Smith          | Schauspieler   | 14    |                                     |     |
| Quvenzhané Wallis    | Schauspielerin | 9     |                                     |     |
| 2014                 |                |       |                                     |     |
| Keke Palmer          | Schauspielerin | 20    |                                     |     |
| Gabrielle Douglas    | Sportlerin     | 18    |                                     |     |
| Jacob Latimore       | Sänger         | 17    |                                     |     |
| Jaden Smith          | Schauspieler   | 15    |                                     |     |
| Zendaya              | Schauspielerin | 17    |                                     |     |
| 2015                 |                |       |                                     |     |
| Mo'ne Davis          | Sportlerin     | 14    |                                     |     |
| Jacob Latimore       | Sänger         | 18    |                                     |     |
| Jaden Smith          | Schauspieler   | 16    |                                     |     |
| Quvenzhané Wallis    | Schauspielerin | 11    |                                     |     |
| Zendaya              | Schauspielerin | 18    |                                     |     |
| 2016                 |                |       |                                     |     |
| Amandla Stenberg     | Schauspielerin | 17    |                                     |     |
| Quvenzhané Wallis    | Schauspielerin | 12    |                                     |     |
| Silentó              | Sänger         | 18    |                                     |     |
| Willow Smith         | Sängerin       | 15    |                                     |     |
| Yara Shahidi         | Schauspielerin | 16    |                                     |     |
| 2017                 |                |       |                                     |     |
| Yara Shahidi         | Schauspielerin | 17    | [ 2 ]                               |     |
| Ace Hunter           | Schauspieler   | 10    | [ 2 ]                               |     |
| Caleb McLaughlin     | Schauspieler   | 15    | [ 2 ]                               |     |
| Jaden Smith          | Schauspieler   | 18    | [ 2 ]                               |     |
| Marsai Martin        | Schauspielerin | 12    | [ 2 ]                               |     |
| 2018                 |                |       |                                     |     |
| Yara Shahidi         | Schauspielerin | 18    | [ 3 ]                               |     |
| Caleb McLaughlin     | Schauspieler   | 16    | [ 3 ]                               |     |
| Lonnie Chavis        | Schauspieler   | 7     | [ 3 ]                               |     |
| Miles Brown          | Schauspieler   | 13    | [ 3 ]                               |     |
| Ashton Tyler         | Schauspieler   | 12    | [ 3 ]                               |     |
| 2019                 |                |       |                                     |     |
| Marsai Martin        | Schauspielerin | 14    | [ 4 ]                               |     |
| Caleb McLaughlin     | Schauspieler   | 17    | [ 4 ]                               |     |
| Lyric Ross           | Schauspielerin | 15    | [ 4 ]                               |     |
| Michael Rainey Jr.   | Schauspieler   | 18    | [ 4 ]                               |     |
| Miles Brown          | Schauspieler   | 14    | [ 4 ]                               |     |

### 2020er
| Jahr                 | Star           | Beruf | Alter zum Zeitpunkt der Nominierung | Ref |
| -------------------- | -------------- | ----- | ----------------------------------- | --- |
| 2020                 |                |       |                                     |     |
| Marsai Martin        | Schauspielerin | 15    | [ 5 ] [ 6 ]                         |     |
| Alex Hibbert         | Schauspieler   | 15    | [ 5 ] [ 6 ]                         |     |
| Asante Blackk        | Schauspieler   | 18    | [ 5 ] [ 6 ]                         |     |
| Jahi Di'Allo Winston | Schauspieler   | 16    | [ 5 ] [ 6 ]                         |     |
| Miles Brown          | Schauspieler   | 15    | [ 5 ] [ 6 ]                         |     |
| Storm Reid           | Schauspielerin | 16    | [ 5 ] [ 6 ]                         |     |
| 2021                 |                |       |                                     |     |
| Marsai Martin        | Schauspielerin | 16    | [ 7 ]                               |     |
| Alex R. Hibbert      | Schauspieler   | 16    | [ 7 ]                               |     |
| Ethan Hutchison      | Schauspieler   | 10    | [ 7 ]                               |     |
| Ricky Guillart       | Schauspieler   | 17    | [ 7 ]                               |     |
| Michael Epps         | Schauspieler   | 15    | [ 7 ]                               |     |
| Storm Reid           | Schauspielerin | 17    | [ 7 ]                               |     |
| 2022                 |                |       |                                     |     |
| Marsai Martin        | Schauspielerin | 17    | [ 8 ]                               |     |
| Ricky Guillart       | Schauspieler   | 18    | [ 8 ]                               |     |
| Demi Singleton       | Schauspielerin | 15    | [ 8 ]                               |     |
| Miles Brown          | Schauspieler   | 17    | [ 8 ]                               |     |
| Saniyya Sidney       | Schauspielerin | 15    | [ 8 ]                               |     |
| Storm Reid           | Schauspielerin | 18    | [ 8 ]                               |     |
| 2023                 |                |       |                                     |     |
| Marsai Martin        | Schauspielerin | 17    |                                     |     |
| Akira Akbar          | Schauspieler   | 16    |                                     |     |
| Alaya High           | Schauspielerin | 16    |                                     |     |
| Demi Singleton       | Schauspielerin | 16    |                                     |     |
| Genesis Denise       | Schauspielerin | 18    |                                     |     |
| Thaddeus J. Mixson   | Schauspieler   | 15    |                                     |     |
| Young Dylan          | Schauspieler   | 14    |                                     |     |
| 2024                 |                |       |                                     |     |
| Blue Ivy Carter      | Sängerin       | 12    |                                     |     |
| Akira Akbar          | Schauspieler   | 17    |                                     |     |
| Demi Singleton       | Schauspielerin | 17    |                                     |     |
| Heiress Diana Harris | Sängerin       | 8     |                                     |     |
| Jabria McCullum      | Schauspielerin | 8     |                                     |     |
| Jalyn Hall           | Schauspieler   | 17    |                                     |     |
| Leah Jeffries        | Schauspielerin | 14    |                                     |     |
| Van Van              | Rapper         | 5     |                                     |     |

## Mehrfachgewinner  und -nominierte

### Mehrfachsiege
5 Siege
- Marsai Martin

2 Siege
- Yara Shahidi
- Keke Palmer

### Mehrfach-Nominierungen
6 Nominierungen
- Marsai Martin

5 Nominierungen
- Keke Palmer
- Jaden Smith

4 Nominierungen
- Miles Brown
- Willow Smith
- Jacob Latimore

3 Nominierungen
- Akira Akbar
- Caleb McLaughlin
- Storm Reid
- Yara Shahidi
- Demi Singleton
- Quvenzhané Wallis

2 Nominierungen
- Diggy Simmons
- Gabrielle Douglas
- Zendaya